# تاتیانا لدوفسکایا
تاتیانا لدوفسکایا ((به بلاروسی: Тацяна Міхайлаўна Ледаўская)؛ زادهٔ ۲۱ مهٔ ۱۹۶۶) دونده اهل اتحاد جماهیر شوروی سوسیالیستی است.